# Arabischer Nationenpokal 1998
1998 wurde der Arabische Nationenpokal zum siebten Mal ausgespielt. Dieser Wettbewerb wurde in Katar ausgetragen. Der Spielort war Katars Hauptstadt Doha. Die Mannschaft Saudi-Arabiens gewann zum ersten Mal diesen Titel. Die Mannschaften spielten in einem Ligasystem in zwei Gruppen gegeneinander. Die Gruppenbesten zogen in die K.O.-Runde ein.

## Qualifikation
- Katar war als Gastgeber qualifiziert.
- Ägypten war als Titelverteidiger qualifiziert.
- Saudi-Arabiens und Marokko waren durch ihre Qualifikation für die Fußball-Weltmeisterschaft 1998 automatisch qualifiziert.

- Es gab 4 Qualifikationsgruppen, die nach geographischen Regionen unterteilt waren: Die Levante, der Golf, das rote Meer und Nordafrika. Hierbei qualifizierten sich folgende Teams:

| Levante         | Jordanien, Syrien, Libanon           |
| Rotes Meer      | Sudan                                |
| Persischer Golf | Kuwait, Vereinigte Arabische Emirate |
| Nordafrika      | Algerien, Libyen                     |

## Übersicht
Algerien, Ägypten und Marokko schickten ihre U-23 Teams.

## Gruppe A
| Pl. | Verein    | Sp. | S | U | N | Tore    | Diff. | Punkte |
| --- | --------- | --- | - | - | - | ------- | ----- | ------ |
| 1.  | Katar     | 2   | 2 | 0 | 0 | 004:100 | +3    | 06     |
| 2.  | Jordanien | 2   | 1 | 0 | 1 | 002:300 | −1    | 03     |
| 3.  | Libyen    | 2   | 0 | 0 | 2 | 002:400 | −2    | 0      |

|        |   |           |     |
| Katar  | – | Libyen    | 2:1 |
| Libyen | – | Jordanien | 1:2 |
| Katar  | – | Jordanien | 2:0 |

## Gruppe B
| Pl. | Verein  | Sp. | S | U | N | Tore    | Diff. | Punkte |
| --- | ------- | --- | - | - | - | ------- | ----- | ------ |
| 1.  | Kuwait  | 2   | 2 | 0 | 0 | 008:100 | +7    | 06     |
| 2.  | Ägypten | 2   | 1 | 0 | 1 | 003:500 | −2    | 03     |
| 3.  | Syrien  | 2   | 0 | 0 | 2 | 001:600 | −5    | 0      |

|         |   |        |     |
| Ägypten | – | Syrien | 2:1 |
| Ägypten | – | Kuwait | 1:4 |
| Kuwait  | – | Syrien | 4:0 |

## Gruppe C
| Pl. | Verein                       | Sp. | S | U | N | Tore    | Diff. | Punkte |
| --- | ---------------------------- | --- | - | - | - | ------- | ----- | ------ |
| 1.  | Vereinigte Arabische Emirate | 2   | 1 | 0 | 1 | 004:200 | +2    | 03     |
| 1.  | Marokko                      | 2   | 1 | 0 | 1 | 002:200 | ±0    | 03     |
| 3.  | Sudan                        | 2   | 1 | 0 | 1 | 002:400 | −2    | 03     |

|            |   |            |     |
| Marokko    | – | VA Emirate | 2:1 |
| Marokko    | – | Sudan      | 1:4 |
| VA Emirate | – | Sudan      | 4:0 |

## Gruppe D
| Pl. | Verein        | Sp. | S | U | N | Tore    | Diff. | Punkte |
| --- | ------------- | --- | - | - | - | ------- | ----- | ------ |
| 1.  | Saudi-Arabien | 2   | 2 | 0 | 0 | 007:100 | +6    | 06     |
| 1.  | Libanon       | 2   | 0 | 1 | 1 | 001:400 | −3    | 01     |
| 3.  | Algerien      | 2   | 0 | 1 | 1 | 000:300 | −3    | 01     |

|               |   |          |     |
| Algerien      | – | Libanon  | 0:0 |
| Saudi-Arabien | – | Algerien | 3:0 |
| Saudi-Arabien | – | Libanon  | 4:1 |

## Halbfinale
|               |   |            |     |
| Saudi-Arabien | – | Kuwait     | 2:1 |
| Katar         | – | VA Emirate | 4:1 |

## Spiel um den Dritten Platz
|        |   |            |     |
| Kuwait | – | VA Emirate | 4:1 |

## Finale
|               |   |       |     |
| Saudi-Arabien | – | Katar | 4:1 |

## Auszeichnungen
Top Scorer:
- Ubaid ad-Dusari (Saudi-Arabien) – 8 Tore.

Most Valuable Player:
- Badr Haji (Kuwait)
- Mubarak Mustafa (Katar)

Bester Torwart:
- Mohammad ad-Daʿayyaʿ (Saudi-Arabien)